# Charles Austin (Rose)
Die Strauchrose Charles Austin, syn. 'AUSles' ist eine der ersten Rosen des Züchters David Austin. Sie wurde aus 'Chaucer' × 'Aloha' gekreuzt und 1973 auf den Markt gebracht. Die Rose ist seinem Vater gewidmet und zählt heute noch zu den sehr beliebten Sorten aus der Zuchtlinie der Austin-Rosen.

## Eigenschaften
'Charles Austin' bildet apricotfarbene, von zartorange zum Rand hin cremefarbene, flache Blüten aus, die in Büscheln zu 3–5 an langen Stielen stehen und sich zum Schnitt eignen. Die Kronblätter im Zentrum der Blüte stehen dicht und sind oft in Vierteln angeordnet.
Der bis zu 3 m hohe Strauch trägt feine Stacheln und große Blätter, die gelegentlich zu Mehltau oder Sternrußtaubefall neigen. Die Nachblüte kommt erst spät, wenn nach dem ersten Flor wenig zurückgeschnitten wird.
Seit 1981 ist ein gelber Sport, 'Yellow Charles Austin', syn. 'AUSyel', auf dem Markt, der inzwischen so häufig wie die ursprüngliche Sorte angepflanzt wird.